# تیم ملی والیبال مردان قزاقستان
تیم ملی والیبال مردان قزاقستان تیم ملی والیبال مردان کشور قزاقستان است. رده‌بندی جهانی اف‌آی‌وی‌بی این تیم در ۲۲ ژوئیه سال ۲۰۱۳، ۴۸ بوده است.
نایب قهرمانی، قهرمانی آسیا ۱۹۹۳ بهترین نتیجه این تیم است.

## نتایج

### مسابقات جهانی
- ۲۰۰۲ — جایگاه ۱۹ام
- ۲۰۰۶ — جایگاه ۲۱ام